# HMS Endymion (1891)
HMS Endymion byl britský křižník první třídy třídy Edgar. Na vodu byl spuštěn 22. července 1891. Účastnil se potlačení boxerského povstání v Číně. V té době na něm sloužil i držitel Viktoriina kříže admirál Eric Gascoigne Robinson. Sloužil v první světové válce v bitvě o Gallipoli a byl prodán do šrotu v Cardiffu 16. března 1920.